# Jack Haig
Pour les articles homonymes, voir Haig.
Jack Haig, né le 6 septembre 1993 à Bendigo, est un coureur cycliste australien, membre de l'équipe Bahrain Victorious. Spécialiste des courses par étapes, il a notamment terminé troisième du Tour d'Espagne 2021.

## Biographie

### 2012-2015: le début de carrière
Issu du VTT, Jack Haig s'illustre au début de sa carrière dans cette discipline et en cyclisme sur route. Sur route, il remporte en 2012 deux étapes et termine quatrième du général du Tour de Bright. En 2013, il est champion d'Australie de cross-country espoirs et médaillé d'argent du championnat d'Océanie de cross-country espoirs. Sur route, il est membre de l'équipe continentale Huon Salmon-Genesys Wealth Advisers. Il est notamment troisième du championnat d'Australie sur route espoirs et lauréat du Tour de Tasmanie. 
En 2014, l'équipe Huon Salmon-Genesys Wealth Advisers est renommée Avanti. Avec l'équipe UniSA-Australia, il dispute sa première course World Tour, le Tour Down Under, où il se fait remarquer en terminant 17e et meilleur jeune. Dans la foulée, il est ensuite troisième et meilleur jeune du Herald Sun Tour. 
Durant l'été, il participe à des courses en Europe et termine notamment deuxième et meilleur jeune  du Tour Alsace, à six secondes du Tchèque Karel Hník. Après deux tops 10 sur des courses italiennes, il court le Tour de l'Avenir et les mondiaux espoirs, sans obtenir de résultats notables. En fin d'année 2014, l'équipe World Tour Orica-GreenEDGE l'engage pour la saison 2016. Il obtient également un contrat de stagiaire à partir d'août 2015.
Lors de sa dernière année chez les espoirs, en 2015, il est sélectionné une nouvelle fois au départ du Tour Down Under, où il termine 16e. En juillet, il se classe neuvième du Tour de la Vallée d'Aoste, puis cinquième du Tour Alsace. Annoncé comme un favori du Tour de l'Avenir, il répond présent, en se classant deuxième, à 1 minute et 9 secondes de Marc Soler. Il conclut sa saison en étant treizième des mondiaux espoirs.

### 2016-2020: premiers résultats chez Orica/Mitchelton

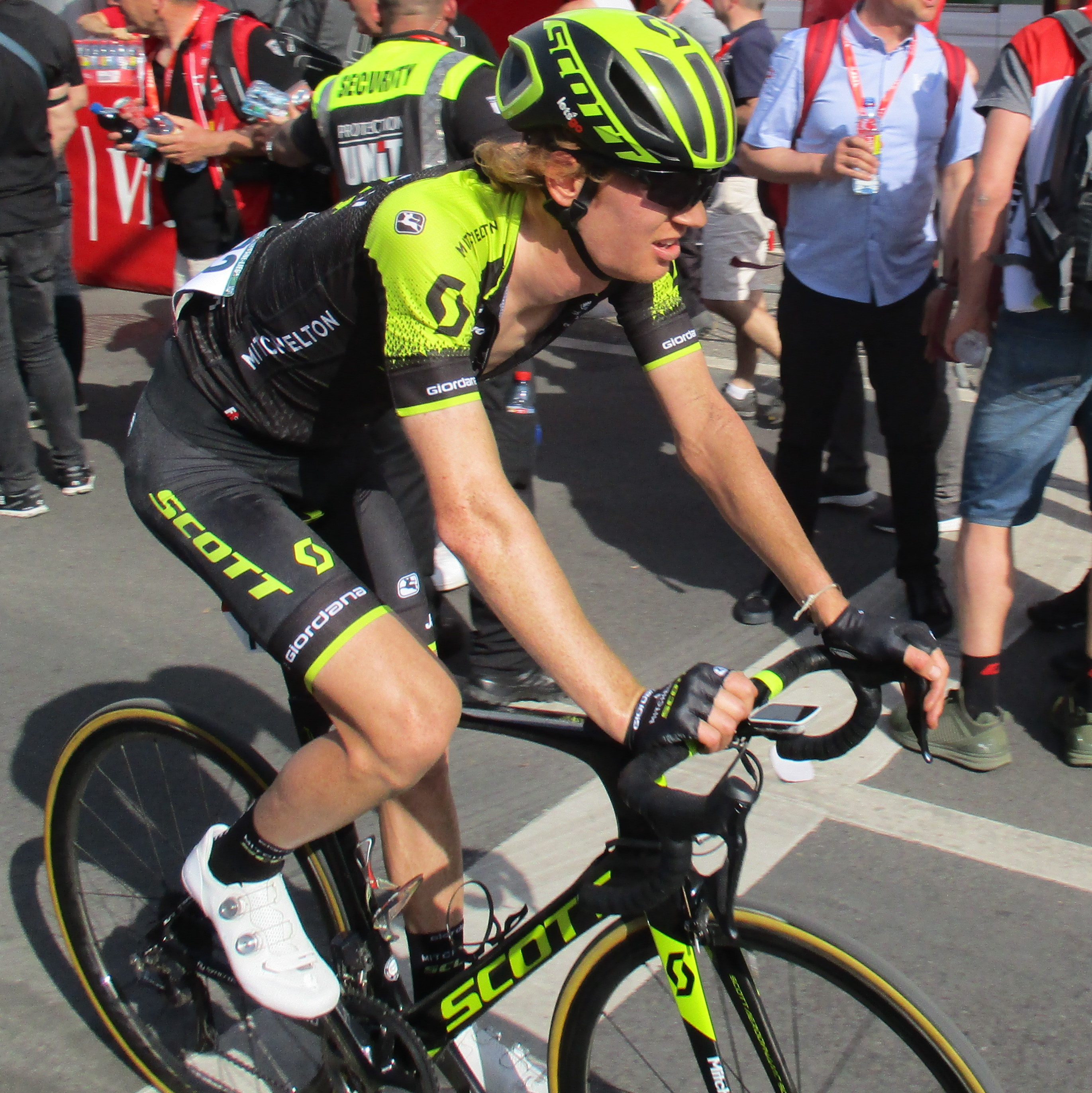
Jack Haig lors de Liège-Bastogne-Liège 2018.

En 2016, il découvre le World Tour avec l'équipe australienne Orica-GreenEDGE. Cinquième du Herald Sun Tour, il participe ensuite au Tour des Flandres, au Tour de Catalogne, aux classiques ardennaises, au Tour de Romandie et au Critérium du Dauphiné. Mi-juin, il obtient ses premiers résultats lors du Tour de Slovénie, en remportant le classement par points et en terminant deuxième au classement général, à près de deux minutes de Rein Taaramäe. Après le Tour de Pologne, il termine 117e du Tour d'Espagne, pour son premier grand tour. Il conclut sa saison par un abandon sur le Tour de Lombardie.
Lors de la saison 2017, comme l'année précédente, il doit attendre le mois de juin pour se mettre en évidence. Il se classe troisième du Tour de Slovénie. Au mois d'août, pour son retour à la compétition lors du Tour de Pologne, il décroche son premier succès sur le World Tour, en remportant en solitaire la sixième étape. Il profite de cette victoire pour terminer huitième du général, son premier top 10 sur une course World Tour. À nouveau au départ du Tour d'Espagne, il se montre régulier durant les trois semaines et se classe 21e du général. En fin de saison, il est 9e du Tour d'Émilie, 24e du Tour de Lombardie et 94e de ses premiers mondiaux chez les élites. En 2018, il accumule les places d'honneur. Il se classe troisième du Tour de l'Utah, 13e du Tour de Suisse, 14e de Liège-Bastogne-Liège, 19e des mondiaux et du Tour d'Espagne, ainsi que 36e de son premier Tour d'Italie.
En 2019, il réalise le meilleur début de saison de sa carrière, en se classant septième du Tour de la Communauté valencienne, sixième du Tour d'Andalousie et surtout quatrième de Paris-Nice, à 18 secondes du troisième Michał Kwiatkowski. 
Trois mois plus tard, à l'issue d'une échappée, il est deuxième de la dernière étape du Critérium du Dauphiné, battu dans un sprint à deux par Dylan van Baarle. Il dispute ensuite son premier Tour de France, achevé en 38e position. En fin de saison, il s'illustre sur les classiques, où il est troisième de la Bretagne Classic et du Grand Prix Bruno Beghelli, ainsi que sixième du Tour de Lombardie et onzième du Grand Prix de Montréal.
Il connait à nouveau un bon début de saison, marquée par ses deux deuxièmes places au général du Tour de la Communauté valencienne et du Tour d'Andalousie, où il gagne également la 4e étape. La saison s'arrête ensuite en raison de la pandémie de COVID-19. Son retour à la compétition en juillet est plus difficile, même s'il parvient à se classer dixième de Tirreno-Adriatico en septembre. En octobre, il prend le départ du Tour d'Italie. Quelques jours après un test positif au SARS-CoV-2 de son chef de file Simon Yates, quatre personnes de l'encadrement de son équipe Mitchelton-Scott le sont aussi. L'ensemble de l'équipe décide alors d'abandonner ce Giro avant le départ de la dixième étape, ce qui met un terme à sa saison.

### 2021: podium sur la Vuelta
En 2021, Haig rejoint l'équipe Bahrain Victorious, sous les conseils du manager l'équipe Rod Ellingworth. Cette année-là, il est en début de saison septième de Paris-Nice et du Tour de La Provence. En avril, il se classe 19e de la Flèche wallonne, puis 17e de Liège-Bastogne-Liège. En juin, il réalise de bonnes performances sur le Critérium du Dauphiné, en prenant la cinquième place finale, à seulement 5 secondes du podium. 
Il commence le Tour de France sur des bases solides avec une 4e place lors de la première étape. Cependant, il chute deux jours plus tard lors de la troisième étape, et doit abandonner la course prématurément en raison d'une fracture de la clavicule. 
Il fait son retour à la compétition le 14 août sur le Tour d'Espagne, dans un rôle d'équipier pour Mikel Landa. Lors de la 7e étape, il bénéficie du temps récupéré lors de l'échappée, pour se positionner à la septième place du général, à moins d'une minute du leader Primož Roglič. Alors que Landa ne se montre pas dans sa meilleure forme, et finit par abandonner, Haig se classe quatrième de la première grande étape de montagne et se hisse à la quatrième place du classement général. Même s'il perd deux places le lendemain, il remonte au général, en bénéficiant de l'effondrement mental de Miguel Ángel López (piégé par la tactique de ses rivaux et de son équipe, il abandonne de colère, alors qu'il figure sur le podium à deux jours de la fin), ainsi que de ses six tops 5 d'étape, et de son bon contre-la-montre du dernier jour. Cela lui permet de décrocher son premier podium sur un grand tour, en prenant la troisième place finale. Il succède à Cadel Evans, qui était en 2009 le dernier coureur australien sur le podium de la Vuelta.

### Depuis 2022
Attendu avec un nouveau statut pour la saison 2022, il commence son année avec des sixièmes places au général du Tour d'Andalousie et de Paris-Nice. Le 24 avril, il est onzième de Liège-Bastogne-Liège, arrivant au sein du groupe qui se jour à la deuxième place. Il est ensuite cinquième du Critérium du Dauphiné où il se montre en forme en vue du Tour de France. Lors de celui-ci, il est présenté comme outsider pour le classement général. Cependant, il chute durant la cinquième étape et est contraint à l'abandon. Il présente de multiples abrasions et contusions sur le corps, ainsi que de multiples fractures non déplacées du poignet. Cette chute met un terme à sa saison.

## Palmarès sur route

### Résultats sur les grands tours

#### Tour de France
6 participations
- 2019 : 38e
- 2021 : abandon (3e étape)
- 2022 : abandon (5e étape)
- 2023 : 28e
- 2024 : 31e
- 2025 : abandon (7e étape)

#### Tour d'Italie
3 participations
- 2018 : 36e
- 2020 : non-partant (10e étape)
- 2023 : 19e

#### Tour d'Espagne
5 participations
- 2016 : 117e
- 2017 : 21e
- 2018 : 19e
- 2021 : 3e
- 2024 : 22e

### Classements mondiaux
| Année                                 | 2013 | 2014 | 2015 | 2016 | 2017 | 2018  | 2019 | 2020 | 2021 | 2022 | 2023 | 2024 |
| ------------------------------------- | ---- | ---- | ---- | ---- | ---- | ----- | ---- | ---- | ---- | ---- | ---- | ---- |
| UCI World Tour                        |      |      |      | nc   | 114e | 142e  |      |      |      |      |      |      |
| Classement mondial                    |      |      |      | 420e | 169e | 198e  | 46e  | 96e  | 42e  | 123e | 135e | 334e |
| UCI Europe Tour                       | nc   | 270e | 263e | 442e | 329e | 1225e |      |      |      |      |      |      |
| UCI Asia Tour                         | nc   | 105e | nc   | nc   | nc   | 590e  |      |      |      |      |      |      |
| UCI America Tour                      | nc   | nc   | 375e | nc   | nc   | 18e   |      |      |      |      |      |      |
| UCI Oceania Tour                      | 15e  | 6e   | nc   | 26e  | nc   | nc    | 3e   | 8e   | 3e   | 6e   | 9e   | 19e  |
|                                       |      |      |      |      |      |       |      |      |      |      |      |      |
| Légende : nc = non classéSource : UCI |      |      |      |      |      |       |      |      |      |      |      |      |

## Palmarès en VTT

### Championnats d'Océanie
- 2013
  -  Médaillé d'argent du cross-country espoirs

### Championnats d'Australie
- 2012
  - 2e du cross-country espoirs
- 2013
  -  Champion d'Australie de cross-country espoirs